# Радослав Здравков
Радослав Методиев Здравков е български футболист и треньор, роден на 30 юли 1956 в София.

## Кариера
Играл е като офанзивен полузащитник за отборите на Локомотив (София) (1973-1980), ПФК ЦСКА (София) (1980-1986), Шавеш (1986-1990), Спортинг (Брага) (1989-1990), Пасош де Ферейра (1990-1991), Фелгейраш (1991-1992) (Португалия), Чардафон (Габрово) (1992-1993), Литекс (Ловеч) (1993-1994). Има 307 мача и 81 гола в А група, от които 165 мача и 48 гола за ЦСКА. Има 75 мача и 10 гола за „А“ националния отбор по футбол, 1 мач за „Б“ националния отбор, 18 мача с 5 гола за младежкия и 17 мача с 4 гола за юношески национален отбор. Европейски шампион за юноши през 1974 г. Участва на СП'86-Мексико, където играе и в четирите мача. Четирикратен шампион на България (1978 - с Локомотив, 1981, 1982, 1983 - с ЦСКА), носител на купата на страната с ЦСКА (1981 (в неофициалния турнир), 1983 и 1985 (в официалния турнир)) и на Купата на Съветската Армия (в неофициалния турнир) с ЦСКА (1985 и 1986 г.). Полуфиналист за КЕШ през 1982 г. с ЦСКА. В евротурнирите има 37 мача и 5 гола (24 мача с 3 гола в КЕШ - 20 мача и 3 гола за ЦСКА и 4 мача за Локомотив, 2 мача за Локомотив в КНК и 11 мача и 2 гола в турнира за купата на УЕФА - 7 мача за Локомотив и 4 мача с 2 гола за ЦСКА). „Заслужил майстор на спорта“ (1979). Футболист № 1 на България за 1982 г. Носител на купата за индивидуално спортсменство за 1983 г. Играе като атакуващ полузащитник и често бележи голове, отличава се с добра техника, с конструктивни способности, точни подавания и верен поглед върху играта. Треньор на Локомотив (София) (1994-1995 и 2001-2002), Литекс (Ловеч) (1993-1994, 1997-1998), Славия (София) (есента на 1996), Локомотив (Пловдив) (1997), Спартак (Варна) (1998-1999 и 2004-2005), ФК Сливнишки герой (Сливница) 2005-2006, Черно море (1999-2000), помощник-треньор на националния отбор (2000), помощник-треньор на ЦСКА (2002-2004), шампион на България през 2003 г. като помощник-треньор. От 5 март 2009 г. до 13 януари 2010 г. отново е помощник-треньор на ЦСКА. На 2 септември 2010 г. е назначен за асистент на Любослав Пенев в Литекс (Ловеч). На 29 април 2015 г. е назначен за асистент на Любослав Пенев в ЦСКА София. След края на сезона, той и Любослав Пенев напускат ЦСКА. От лятото на 2015 г. Ради Здравков е назначен, като помощник-треньор в щаба на Бруно Рибейро в Лудогорец (Разград). През 2017 г. поема вторият отбор на ПФК Лудогорец (Разград) II във Б група. На 27 март 2019 г. подава оставка и напуска вторият отбор на ПФК Лудогорец (Разград) II във Б група, заедно с помощника си Галин Иванов. На 21 декември 2019 г. поема отбора на Локомотив (София).